# Corticaria abietorum
Corticaria abietorum är en skalbaggsart som beskrevs av Victor Ivanovitsch Motschulsky 1867. Corticaria abietorum ingår i släktet Corticaria, och familjen mögelbaggar. Arten är reproducerande i Sverige.